# Mimela dimorpha
Mimela dimorpha är en skalbaggsart som beskrevs av Ohaus 1924. Mimela dimorpha ingår i släktet Mimela och familjen Rutelidae. Inga underarter finns listade i Catalogue of Life.